# Delmiro
Delmiro, właśc. Delmiro Évora Nascimento (ur. 29 sierpnia 1988 w Mindelo) – kabowerdyjski piłkarz grający na pozycji lewego obrońcy. Od 2019 jest zawodnikiem klubu Aris Limassol.

## Kariera klubowa
Swoją piłkarską karierę rozpoczął w klubie Batuque FC, w barwach którego zadebiutował w sezonie 2008/2009. W debiutanckim sezonie awansował z nim z drugiej do pierwszej ligi Republiki Zielonego Przylądka. W 2010 roku wyjechał do Portugalii i został zawodnikiem trzecioligowego klubu FC Madalena. W sezonie 2011/2012 grał w piątoligowym Lusitano FCV, a w sezonie 2012/2013 występował w trzecioligowym Benfica Castelo Branco.
Latem 2013 przeszedł do drugoligowego União Madeira. Swój debiut w nim zaliczył 11 sierpnia 2013 w zwycięskim 2:0 wyjazdowym meczu z CD Aves. W União grał przez rok. W 2014 roku trafił do angolskiego Progresso Sambizanga.
W lipcu 2015 wrócił do Portugalii i został piłkarzem SC Farense, w którym zadebiutował 22 sierpnia 2015 w przegranym 0:1 wyjazdowym meczu ze Sportingiem B. W Farense grał przez rok.
W lipcu 2016 przeszedł do Varzim SC, a swój debiut w nim zaliczył 6 sierpnia 2016 w przegranym 0:1 wyjazdowym spotkaniu z Gil Vicente FC. W Varzim spędził rok.
W 2017 roku trafił do hiszpańskiego Arenas Getxo i w sezonie 2017/2018 grał w nim w Segunda División B. Od stycznia 2018 do lata 2019 był zawodnikiem SC Farense. W sezonie 2017/2018 awansował z nim z trzeciej do drugiej ligi portugalskiej. W 2019 roku przeszedł do cypryjskiego Arisu Limassol. W sezonie 2020/2021 awansował z nim z drugiej do pierwszej ligi.
| Sezon   | Klub                   | Kraj                          | Rozgrywki                 | Mecze | Gole |
| ------- | ---------------------- | ----------------------------- | ------------------------- | ----- | ---- |
| 2008/09 | Batuque FC             | Republika Zielonego Przylądka | 2. liga                   | ?     | ?    |
| 2009/10 | Batuque FC             | Republika Zielonego Przylądka | Campeonato Nacional       | ?     | ?    |
| 2010/11 | FC Madalena            | Portugalia                    | Segunda Divisão           | 1     | 0    |
| 2011/12 | Lusitano FCV           | Portugalia                    | AF Viseu                  | ?     | ?    |
| 2012/13 | Benfica Castelo Branco | Portugalia                    | Segunda Divisão           | 18    | 2    |
| 2013/14 | União Madeira          | Portugalia                    | Segunda Liga              | 16    | 1    |
| 2014    | Progresso Sambizanga   | Angola                        | Girabola                  | 6     | 0    |
| 2015/16 | SC Farense             | Portugalia                    | Segunda Liga              | 31    | 3    |
| 2016/17 | Varzim SC              | Portugalia                    | Segunda Liga              | 27    | 1    |
| 2017/18 | Arenas Getxo           | Hiszpania                     | Segunda División B        | 8     | 0    |
| 2017/18 | SC Farense             | Portugalia                    | Segunda Divisão           | 7     | 2    |
| 2018/19 | SC Farense             | Portugalia                    | Segunda Liga              | 6     | 0    |
| 2019/20 | Aris Limassol          | Cypr                          | Protathlima B’ Kategorias | 19    | 3    |
| 2020/21 | Aris Limassol          | Cypr                          | Protathlima B’ Kategorias | 30    | 0    |

## Kariera reprezentacyjna
W reprezentacji Republiki Zielonego Przylądka Delmiro zadebiutował 3 czerwca 2018 w zremisowanym 0:0 towarzyskim meczu (i wygrana w serii rzutów karnych 4:2) z Andorą, rozegranym w Cova da Piedade. W 2022 roku został powołany do kadry na Puchar Narodów Afryki 2021. Na tym turnieju nie rozegrał żadnego meczu.